# Sevojno
Sevojno (v srbské cyrilici Севојно) је město v západní části Srbska, v blízkosti údolí řeky Driny. Administrativně spadá pod Zlatiborský okruh. V roce 2011 mělo 7101 obyvatel.
Město se nachází východně od Užice v údolí řeky Đetinja, na trati Bělehrad-Bar. Prochází ním i stejně směřující silniční tah.
Z původní vesnice se Sevojno konstituovalo jako větší sídlo v 50. a 60. letech 20. století, kdy byly dokončeny místní válcovny mědi a hliníku. Během období největšího úspěchu místních podniků zaměstnávaly 3500 lidí.